# Carlos Peguero
Carlos Ángel Peguero D'Oleo, más conocido como Karl Peguero (Hondo Valle, 22 de febrero de 1987), es un jardinero izquierdo dominicano de Grandes Ligas que juega para los Rangers de Texas. Fue firmado como amateur para jugar con los Marineros de Seattle el 20 de enero de 2005 por los scouts Patrick Guerrero y Bob Engle.

## Carrera
Peguero comenzó su carrera profesional en 2005 en la Dominican Summer League, donde bateó para .251 en 59 juegos. En 2006 terminó empatado en primer lugar en jonrones con siete, empatado en segundo en triples con siete, segundo en hits de extra base con 24 y empató en el noveno en promedio con .313 en la Arizona League. Bateó de hit en 23 de 34 juegos. Bateó un jonrón en su segundo turno al bate de la temporada el 23 de junio contra los Arizona League Angels. Se fue de 4-3 con dos carreras, dos jonrones y remolcó dos carreras el 30 de junio. Pegó tres jonrones en un lapso de cinco juegos  del 29 de julio al 2 de agosto. Tuvo 11 juegos multi-hit, incluyendo tres juegos de tres imparables y uno de cuatro hits el 1 de agosto. Tuvo cuatro juegos con tres carreras impulsadas en la temporada. El 8 de agosto fue promovido al equipo de nivel novato Everett AquaSox. Al final  de la temporada, participó en la Arizona Fall League de los Marineros.
En 2007, Peguero apareció en 79 partidos en Clase-A con Wisconsin Timber Rattlers. Bateó para .407 en siete juegos en una racha de bateo del 4 al 9 de mayo. Se fue de 5-3, con cuatro impulsadas el 12 de mayo. Tuvo una racha de bateo de ocho partidos, bateando .364 del 11 al 21 de junio. Realizó un récord personal de siete remolcadas, yéndose de 5-3 con un doble productor de dos carreras, un  doble productor de tres carreras y un cuadrangular productor de tres carreras el 15 de junio contra Cedar Rapids Kernels. Estuvo en la lista de lesionados con una cepa del codo izquierdo del 31 de julio al final de la temporada. Fue nombrado Jugador Más Valioso de Wisconsin por los Marineros de Seattle. Participó en la Arizona Fall League de 2007 de los Marineros. 
Peguero pasó la temporada del 2008 con High Desert. Tuvo 17 partidos multi-impulsadas, incluyendo un récord de temporada de cuatro carreras el 3 de abril. Registró un récord de temporada de cuatro hits el 17 de junio. Fue colocado en la lista de lesionados el 17 de julio para el resto de la temporada con un esguince en la muñeca izquierda. Participó en la Advance Development League de los Marineros en Peoria, Arizona.

## Vida personal
Peguero está casado con la hija menor de Pedro Borbón, María Jacqueline Borbón.